# (729) Ватсония
(729) Ватсония (лат. Watsonia) — астероид главного пояса, который возглавляет одноимённое семейство астероидов, состоящее из 31 — 139 объектов и принадлежит к спектральному классу L. Он был открыт 9 февраля 1912 года американским астрономом Джоэл Меткалфом в Винчестере и названный в честь Д. К. Уотсона, канадо-американского астронома.
3 марта 2013 года состоялось покрытие астероидом звезды 54 Льва.